# Ruský fotbalový pohár
Ruský fotbalový pohár (rusky Кубок России по футболу) je ruská pohárová soutěž v kopané, která probíhá od roku 1992 po rozpadu Sovětského svazu. Je řízena Ruským fotbalovým svazem.
Nejúspěšnějším týmem je k roku 2024 s 9 prvenstvími klub Lokomotiv Moskva.

## Přehled finálových utkání
Pozn.: vítěz označen tučně

Zdroj:
- 1992/1993: Torpedo Moskva – CSKA Moskva 1:1 po prodl., 5:3 pen.
- 1993/1994: Spartak Moskva – CSKA Moskva 2:2 po prodl., 4:2 pen.
- 1994/1995: Dynamo Moskva – Rotor Volgograd 0:0 po prodl., 8:7 pen.
- 1995/1996: Lokomotiv Moskva – Spartak Moskva 3:2
- 1996/1997: Lokomotiv Moskva – Dynamo Moskva 2:0
- 1997/1998: Spartak Moskva – Lokomotiv Moskva 1:0
- 1998/1999: Zenit Petrohrad – Dynamo Moskva 3:1
- 1999/2000: Lokomotiv Moskva – CSKA Moskva 3:2 po prodl.
- 2000/2001: Lokomotiv Moskva – Anži Machačkala 1:1 po prodl., 4:3 pen.
- 2001/2002: CSKA Moskva – Zenit Petrohrad 2:0
- 2002/2003: Spartak Moskva – FK Rostov 1:0
- 2003/2004: Terek Groznyj – Křídla Sovětů Samara 1:0
- 2004/2005: CSKA Moskva – FK Chimki 1:0
- 2005/2006: CSKA Moskva – Spartak Moskva 3:0
- 2006/2007: Lokomotiv Moskva – FK Moskva 1:0 po prodl.
- 2007/2008: CSKA Moskva – Amkar Perm 2:2 po prodl., 4:1 pen.
- 2008/2009: CSKA Moskva – Rubin Kazaň 1:0
- 2009/2010: Zenit Petrohrad – Sibir Novosibirsk 1:0
- 2010/2011: CSKA Moskva – Rubin Kazaň 2:1
- 2011/2012: Rubin Kazaň – Dynamo Moskva 1:0
- 2012/2013: CSKA Moskva – Anži Machačkala 1:1 po prodl., 4:3 pen.
- 2013/2014: FK Rostov – FK Krasnodar 0:0 po prodl., 6:5 pen. [2]
- 2014/2015: Lokomotiv Moskva – FK Kubáň Krasnodar 3:1 po prodl.[3]
- 2015/2016: Zenit Petrohrad – CSKA Moskva 4:1
- 2016/2017:	Lokomotiv Moskva	– Ural Jekaterinburg 2:0
- 2017/2018:	FK Tosno	– Avangard Kursk 2:1
- 2018/2019:	Lokomotiv Moskva – Ural Jekaterinburg 1:0
- 2019/2020:	Zenit Petrohrad – Chimki Moskva 1:0
- 2020/2021:	Lokomotiv Moskva – Křídla Sovětů 3:1
- 2021/2022:	Spartak Moskva – Dynamo Moskva 2:1
- 2022/2023:	CSKA Moskva – FK Krasnodar 1:1 po prodl., 6:5 pen.
- 2023/2024:	Zenit Petrohrad – Baltika Kaliningrad 2:1

### Přehled podle roků
aktuální k: 20. srpnu 2024
| Klub             | Počet | Rok                                                  |
| ---------------- | ----- | ---------------------------------------------------- |
| Lokomotiv Moskva | 9     | 1996, 1997, 2000, 2001, 2007, 2015, 2017, 2019, 2021 |
| CSKA Moskva      | 8     | 2002, 2005, 2006, 2008, 2009, 2011, 2013, 2023       |
| Zenit Petrohrad  | 5     | 1999, 2010, 2016. 2020, 2024                         |
| Spartak Moskva   | 4     | 1994, 1998, 2003, 2022                               |
| Torpedo Moskva   | 1     | 1993                                                 |
| Dynamo Moskva    | 1     | 1995                                                 |
| Terek Groznyj    | 1     | 2004                                                 |
| Rubin Kazaň      | 1     | 2012                                                 |
| FK Rostov        | 1     | 2014                                                 |
| FK Tosno         | 1     | 2018                                                 |